# Anton Huber (Mathematiker)
Anton Huber (* 24. Januar 1897 in Teufelhof bei St. Pölten; † 31. August 1975 in Wien) war ein österreichischer Mathematiker und Professor für Mathematik.

## Leben
Anton Huber wurde 1924 an der Universität Wien promoviert und war ab 24. August 1938 ordentlicher Professor für Mathematik an der Universität Wien und Direktor des Mathematischen Instituts. Am 1. Mai 1935 trat er in der Schweiz der NSDAP bei (Mitgliedsnummer 3.657.531) und bekleidete von 1942 bis 1943 die Funktion eines Zellenleiters. Nach seiner Entlassung 1946 war er weiterhin wissenschaftlich tätig und arbeitete bei den Stickstoffwerken in Linz. Huber war von 1941 bis zu seinem Tod korrespondierendes Mitglied der Österreichischen Akademie der Wissenschaften.